# Umsatzsteuerharmonisierung
Umsatzsteuerharmonisierung bedeutet die Herstellung eines Umsatzsteuerrechtes in allen Mitgliedstaaten der Europäischen Union, welches die Wettbewerbsbedingungen nicht verfälscht und den freien Waren- und Dienstleistungsverkehr im Gemeinsamen Markt nicht behindert.
Grundlage der Umsatzsteuerharmonisierung ist die Sechste Richtlinie 77/388/EWG des Rates vom 17. Mai 1977 zur Harmonisierung der Rechtsvorschriften der Mitgliedstaaten über die Umsatzsteuern – Gemeinsames Mehrwertsteuersystem: einheitliche steuerpflichtige Bemessungsgrundlage.
Für die Steuerharmonisierung der EU ist die Generaldirektion Steuern und Zollunion der Europäischen Kommission (TAXUD) zuständig.
Die Harmonisierung wird auf nationaler Ebene durch die Veränderung des Steuersatzes im Umsatzsteuergesetz (UStG) erreicht.
Für das Binnenland Deutschland ist aber auch der Vergleich mit den angrenzenden Nachbarländern von wirtschaftlicher Bedeutung. Der ermäßigte Umsatzsteuersatz für arbeitsintensive Dienstleistungen ist nach der Richtlinie des Rates der EU vom 14. Februar 2006 auf nationaler Ebene jedoch nur bis 2010 anwendbar.